# Bobanj Rebeka
Bobanj Rebeka (Szabadka, 1981. június 5. –) magyar opera-énekesnő (szoprán).

## Életpályája
1987 és 2001 között a szabadkai zeneiskola tanulója ének- és zongora szakon.
Énektanárai: Baráth Emilia és Heródek Éva.
Érettségi bizonyítványát a szabadkai egészségügyi középiskolában szerezte 2000-ben.
2006-2011 között Szegeden, a Szegedi Tudomány Egyetem Zeneművészeti Karán énekművész-tanár
szakon szerzett diplomát Temesi Mária tanítványaként.
Már egyetemistaként a Nemzetközi Simándy József énekversenyen harmadik díjat és különdíjakat nyert. Többek között a Parsifal Alapítvány különdíját, a Művészetek Palotája különdíját, a Szegedért Alapítvány különdíját, a debreceni Csokonai Nemzeti Színház különdíját és Gregorné dr.Takács Mária és Hollósi Zsolt különdíjait.
Színpadi gyakorlat tanára Toronykőy Attila, szerepgyakorlat tanára pedig Pál Tamás volt.
Részt vett Ionel Pantea és Laki Krisztina mesterkurzusain.
2008-ban Köztársaság Ösztöndíjat nyert az Oktatási és Kulturális Minisztériumtól, dr. Hiller István aláírásával.
2009-2011 a Sófi József Alapítvány, kuratóriumi dicséretben, majd különdíjban és 2011-ben pedig fődíjban részesítette, mely Magyarország egyik legrangosabb elismerése egyetemisták között. 2011-ben az egyetemisták legjobbjai között a  beérkezett  pályázatok száma 200 körül volt, melyből a legjobbak között Bobanj Rebekáé szerepelt.
Több alkalommal is részt vett a Miskolci Nemzetközi Operafesztiválon, valamint a Kolozsvári Operafesztiválon.
2009-2011 A Filharmónia Budapest Nonprofit Kft. felkérte Rossini Sevillai borbélyának Rosina szerepére Magyarország számos részén, valamint Mozart Varázsfuvolájának Éj királynője szerepére. 2011-ben felkérést kapott a Magyar Állami Operaházban, Puccini Bohéméletében Musette szerepére.
Hangfaja: drámai koloratúrszoprán.

## Szerepei
- Mozart: A kairói kacsa - Celidora
- Mozart: A varázsfuvola - Az Éj királynője
- Puccini: Bohémélet - Mimi; Musette
- Ravel: A gyermek és a varázslatok - A hercegnő
- Rimszkij-Korszakov: Szadko – Volhova
- Rossini: A sevillai borbély - Rosina

## Díjak, elismerések
- 2012 - Solti Alapítvány díja /Belgium/
- 2011 - Sófi József Alapítvány Fődíja
- 2011 - Nemzetközi Simándy Énekverseny különdíjak (Debreceni Csokonai Színház különdíja, Szegedért Alapítvány különdíja, Gregorné dr. Takács Mária és Hollósi Zsolt különdíja)
- 2010 - Sófi József Alapítvány különdíja
- 2009 - Sófi József Alapítvány kuratóriumi dicséret
- 2008 - Köztársasági Ösztöndíj
- 2008 - Nemzetközi Simándy énekverseny III. díj és különdíjak (Művészetek Palotája különdíj, Parsifal Alapítvány különdíja)
- 2006 - Miniszteri Ösztöndíj
- 1999 - Szerbiai Zeneiskolák Országos énekversenye I. díj

## Hangfelvételek
- Mozart: "O zittre nicht" - Die Zauberflöte. YouTube
- Mozart: "D`Oreste d` Ajace" - Idomeneo. YouTube
- F.Liszt: "Die Loreley" - Ich weiss nicht. YouTube
- Verdi: "Traviata" É strano... sempre libera / Violetta. YouTube
- Puccini: La bohéme /Si, mi chiamano, Mimi/ Mimi. YouTube
- Verdi: Ernani /Surta é la notte/ Elvira. YouTube
- Rossini: Il barbiere di Siviglia /Una voce poco fa/ Rosina. YouTube
- Puccini: La bohéme /Quando m'en vo/ Musette. YouTube
- Rossini: Il barbiere di Siviglia /Dunque io son/ Rosina, Figaro. YouTube
- Josip Hatze:Serenada. YouTube
- Liszt: Oh, quand je dors. YouTube
- Puccini: La rondine /Chi il bel sogno di Doretta / Magda. YouTube

## Külső hivatkozások
- Bobanj Rebeka honlapja